# 2014년 루한스크 반란
2014년 루한스크 반란(러시아어: Движение за самоопределение Луганской области)은 2014년 우크라이나 혁명 이후 일어난 루한스크주의 무장 독립 운동이다. 도네츠크 지역과 함께 루한스크 지역에서도 자칭 루한스크 인민 공화국이 독립하여 도네츠크와 협력하고 있지만, 지리적, 인구통계학적, 정치적 특성으로 인해 실제로는 서로 다른 영향 아래 있다.
2014년 4월 29일 루한스크 인민 공화국이 주민 투표 선언을 하였고 5월 11일 주민 투표가 통과하면서 다음 날인 12일에 정식으로 독립하였다..

## 역사

### 루한스크 의회 공화국
4월 8일, 루한스크 의회 공화국이 독립을 선포했다. 그러나, 이틀 후인 4월 10일 우크라이나 정부가 최후통첩을 내리고 루한스크 주의회를 장악한 시위대를 진압했다.

### 독립 선언
4월 29일, 루한스크 주가 키이우의 우크라이나 정부에게 모든 시위대의 사면을 포함한 몇 가지 요구 사항을 전달했다. 우크라이나 정부는 모든 요구 사항에 대한 응답을 하지 않았으며, 루한스크의 일부 무장 활동가들이 지방정부 청사와 검찰청을 장악할려는 시도가 이루어졌다. 결국, 루한스크 인민 공화국은 5월 11일 2014년 루한스크 주 주민 투표를 열고 러시아와 합병할 지를 묻기로 했다.

## 같이 보기
- 2014년 도네츠크 반란
- 도네츠크 인민 공화국